# 松ノ馬場駅
松ノ馬場駅（まつのばんばえき）は、滋賀県大津市坂本二丁目にある、京阪電気鉄道石山坂本線の停留場。駅番号はOT20。

## 歴史
- 1927年（昭和2年）
  - 5月15日：琵琶湖鉄道汽船山上（廃止） - 当停留場間開通時に開業。
  - 8月13日：当駅から坂本駅（現・坂本比叡山口駅）まで路線延伸。途中駅となる。
- 1929年（昭和4年）4月11日：会社合併により京阪電気鉄道石山坂本線の停留場となる。
- 1943年（昭和18年）10月1日：戦時会社合併により京阪神急行電鉄（現・阪急電鉄）の停留場となる。
- 1945年（昭和20年）
  - 3月31日：当駅を含む穴太 - 坂本間が金属供出のため単線化。
  - 5月15日：休止。
- 1946年（昭和21年）9月10日：営業再開。
- 1949年（昭和24年）12月1日：会社分離により、再び京阪電気鉄道の停留場となる。
- 1997年（平成9年）
  - 8月2日：新乗降場の使用開始。
  - 9月30日：穴太 - 坂本間の再複線化により、1面1線単式ホームから2面2線相対式ホームに変更[1][3]。

## 停留場構造
相対式ホーム2面2線をもつ地上駅で、終日無人駅。駅舎は設けられておらず、直接ホームに入る形となっている。なお、上下線のホームとも出入口は坂本寄りにある。PiTaPa、ICOCA等のICカード乗車券利用時にはカードリーダーにかざして出入りする。一度単線となった後もホームはそのまま残され、再複線化の際にそれを改修して現在の姿になった。

### のりば
| ホーム | 路線        | 方向 | 行先                     |
| ------ | ----------- | ---- | ------------------------ |
| 西側   | ▼石山坂本線 | 下り | 坂本比叡山口方面         |
| 東側   | ▼石山坂本線 | 上り | びわ湖浜大津・石山寺方面 |

- ホーム有効長は2両。のりば番号は設定されていない。

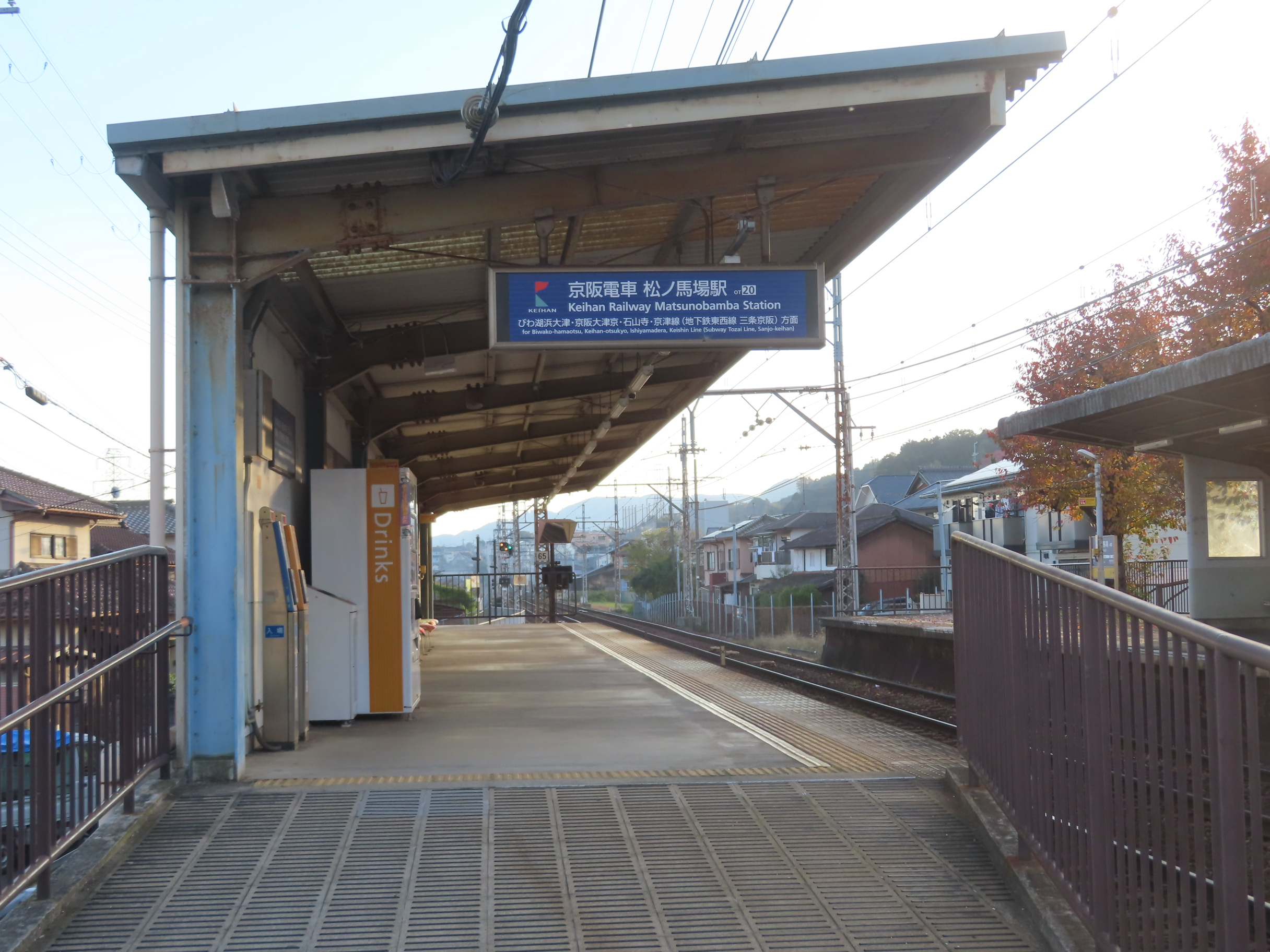
石山寺方面行きホーム
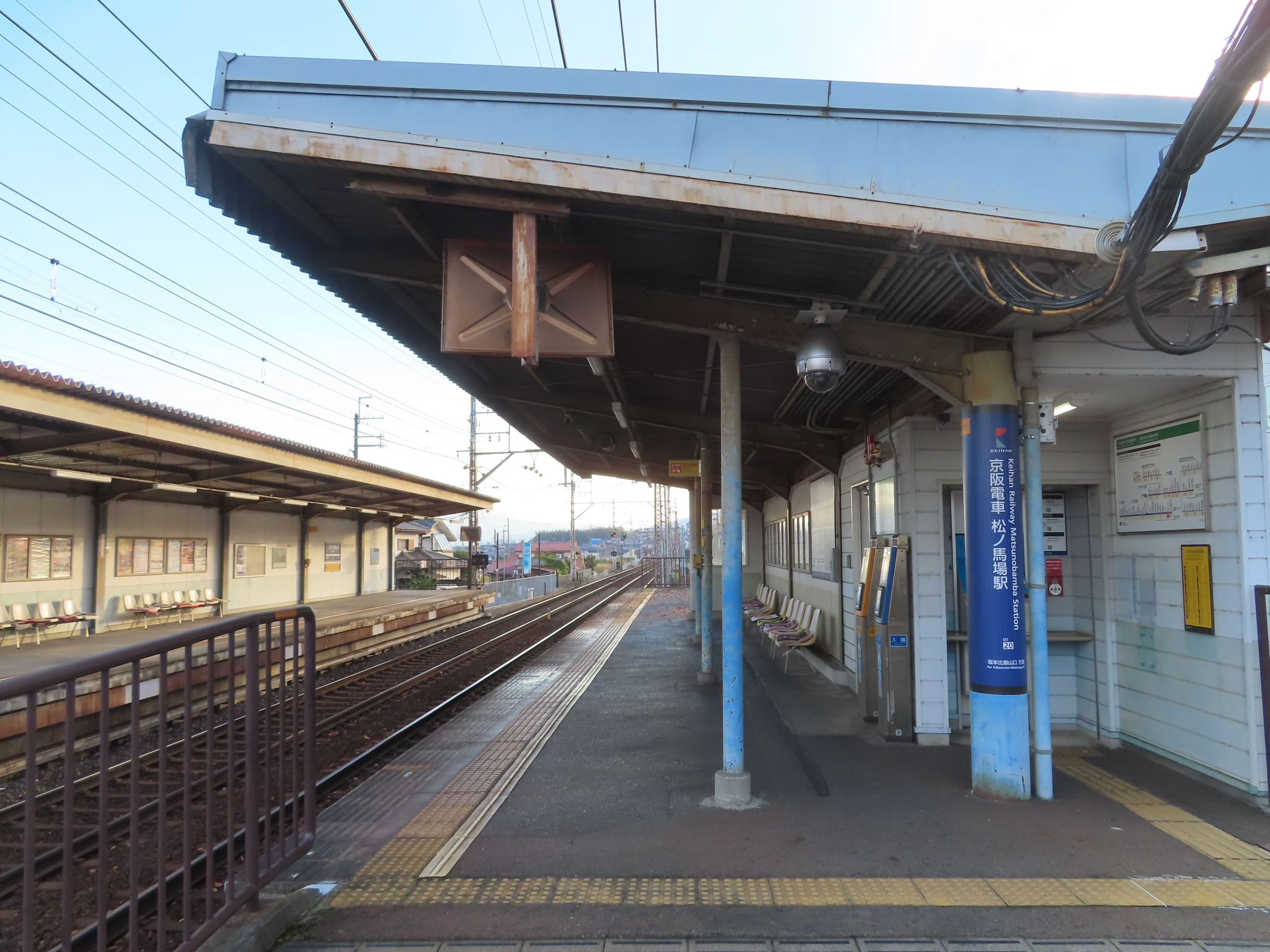
坂本比叡山口方面行きホーム

## 停留場周辺
- 坂本城址公園
- 琵琶湖病院
- 東南寺
- 宝林寺
- 明徳院
- 千手院
- 大津市役所下阪本支所
- 大津市立下阪本小学校
- 延暦寺学園叡山学院[5]
- 延暦寺学園比叡山幼稚園
- 大津下阪本郵便局
- 西大津バイパス（国道161号）
- 滋賀県道47号伊香立浜大津線

## 隣の停留場
京阪電気鉄道
▼石山坂本線
穴太駅 (OT19) - 松ノ馬場駅 (OT20) - 坂本比叡山口駅 (OT21)